# Новосадска лига у фудбалу 2020/21.
Новосадска лига је једна од 31 Окружних лига у фудбалу. Окружне лиге су пети ниво лигашких фудбалских такмичења у Србији. Виши степен такмичења је Војођанска лига Југ, a нижи Градска лига Нови Сад. Лига је основана 2014. године и тренутно броји 18 клубова.

## Промене у саставу лиге
Из ВФЛ Југ у Новосадску лигу ни један клуб није испао.
 Из Новосадске лиге у ВФЛ Југ су се пласирали:

- Јединство из Руменке (као првопласирани тим у претходној сезони)
- Индекс из Новог Сада (као другопласирани тим у претходној сезони)
- РФК Нови Сад из Новог Сада (као трећепласирани тим у претходној сезони)

 Из Градске лиге града Нови Сад у Новосадску лигу су се пласирали:
- Јединство из Госпођинаца (као првопласирани тим у претходној сезони)
- Сусек из Сусека (као другопласирани тим у претходној сезони)

## Клубови у сезони 2020/21
| Клуб                  | Место            | Општина/Град                 |
| --------------------- | ---------------- | ---------------------------- |
| ТСК                   | Темерин          | Општина Темерин              |
| Шајкаш 1908           | Ковиљ            | Градска општина Нови Сад     |
| Ветерник              | Ветерник         | Градска општина Нови Сад     |
| Славија               | Нови Сад         | Град Нови Сад                |
| ОФК Сириг             | Сириг            | Општина Темерин              |
| Фрушкогорац           | Сремска Каменица | Град Нови Сад                |
| ЖСК Жабаљ             | Жабаљ            | Општина Жабаљ                |
| Фрушкогорски партизан | Буковац          | Градска општина Петроварадин |
| Петроварадин          | Петроварадин     | Градска општина Петроварадин |
| Бачка                 | Ђурђево          | Општина Жабаљ                |
| Футог                 | Футог            | Градска општина Нови Сад     |
| Омладинац             | Степановићево    | Градска општина Нови Сад     |
| Татра                 | Кисач            | Градска општина Нови Сад     |
| Бачка                 | Бегеч            | Градска општина Нови Сад     |
| Хајдук Чуруг          | Чуруг            | Општина Жабаљ                |
| Јединство             | Госпођинци       | Општина Жабаљ                |
| Сусек                 | Сусек            | Општина Беочин               |
| Тител                 | Тител            | Општина Тител                |